# ドモドッソラ
ドモドッソラ（イタリア語: Domodossola）は、イタリア共和国ピエモンテ州ヴェルバーノ・クジオ・オッソラ県にある都市で、その周辺地域を含む人口約1万8000人の基礎自治体（コムーネ）。
オッソラ地方の中心都市で、県都ヴェルバーニアに次ぎ、県内第二のコムーネ人口を有する。ブリーク（スイス・ヴァレー州）とを結ぶシンプロン峠越えの交通路（鉄道のシンプロントンネルなど）の、イタリア側の起点にあたる都市である。この都市にあるサクロ・モンテは、世界遺産に含まれている。

## 名称
オッソラ地方で話されるロンバルディア語では、Dòm と呼ばれる。ドイツ語では Domo、ヴァリス語（アレマン語の一種）では Döm の名を持つ。

## 地理

### 位置・広がり
オッソラ地方（Ossola）あるいはヴァルドッソラ（Val d'Ossola）に位置する。県都ヴェルバーニアから北西へ約29km、ブリーク（スイス）から南東へ約33km、ロカルノ（スイス）から西へ約38km、州都トリノから北北東へ約125kmの距離にある。
| 隣接コムーネは以下の通り。 - ベウラ＝カルデッツァ - ボニャンコ - クレヴォラドッソラ - マゼーラ - モンテスケーノ - トラスクエーラ - トロンターノ - ヴィッラドッソラ ヴァルドッソラを形作って北から南に流れるトーチェ川の右岸（西岸）に位置する都市である。ドモドッソラは、オッソラ地方の主要な谷筋、Val Bognanco, Val Divedro（シンプロン谷）, Valle Antigorio-Formazza, Valle Isorno, Val Vigezzo が合流する地点に当たる。 |

## 行政

### 分離集落
ドモドッソラには以下の分離集落（フラツィオーネ）がある。
- Mocogna, Castanedo, Badulerio, San Quirico, Calice, Borgata Casa Delle Rane

## 文化・観光

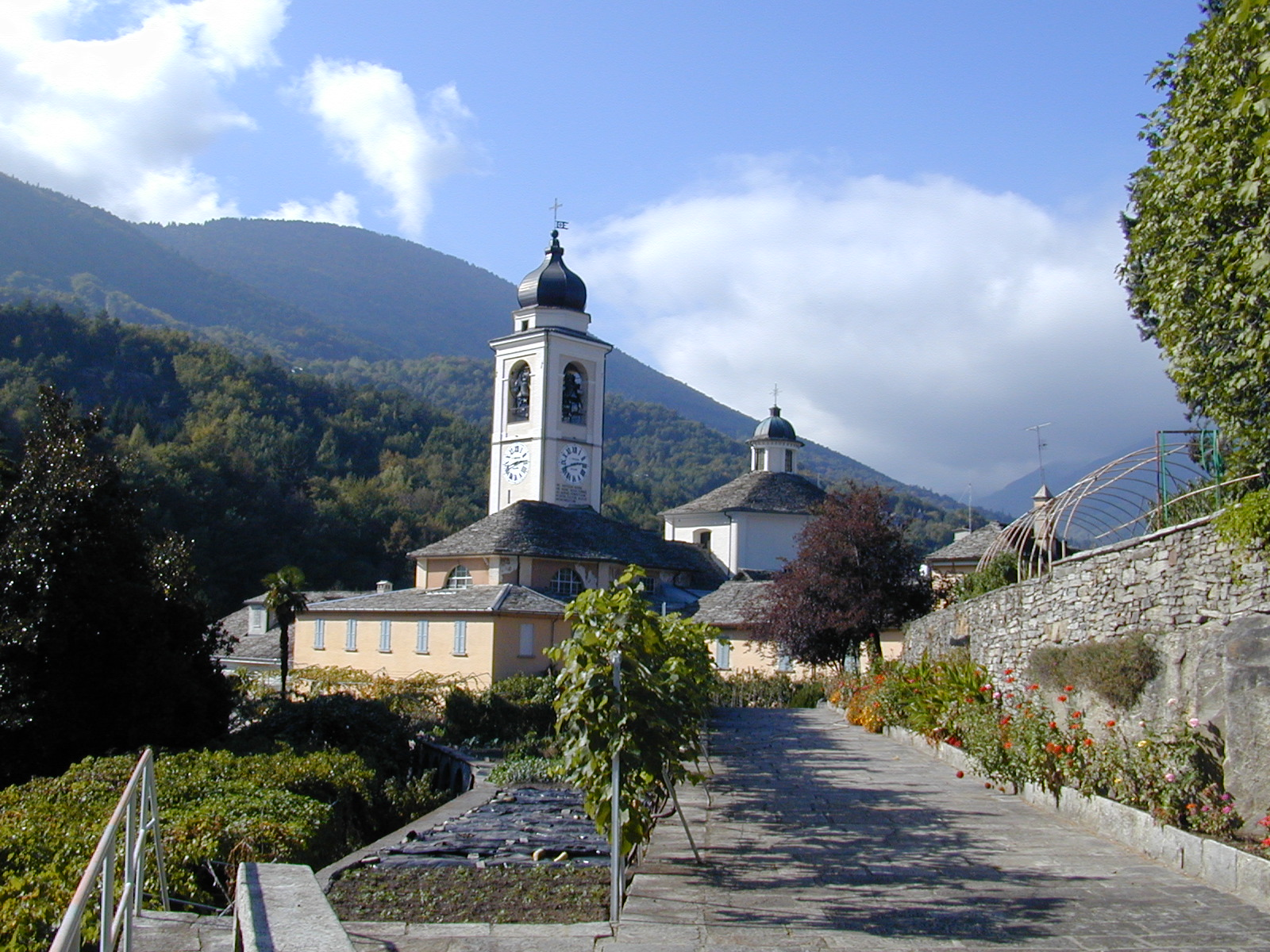
ドモドッソラのサクロ・モンテ

町を見下ろす位置にあるサクロ・モンテ・カルヴァリオ（Sacro Monte Calvario、ドモドッソラのサクロ・モンテ（Sacro Monte di Domodossola）とも呼ばれる）は、ローマ・カトリック宗教施設サクロ・モンテのひとつで、世界遺産「ピエモンテ州とロンバルディア州のサクリ・モンティ」の構成物件のひとつである。
イタリアで用いられる通話表 (it:Alfabeto telefonico italiano) では、Dを「ドモドッソラのD」(D come Domodossola) と伝える。

## 交通

### 鉄道

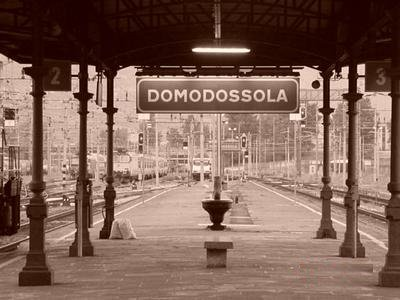
ドモドッソラ駅

ドモドッソラ駅 (it:Stazione di Domodossola) には、スイスとを結ぶ2路線を含め4路線が発着する。
- ドモドッソラ＝ミラノ線 (it:Ferrovia Domodossola-Milano)
- ノヴァーラ＝ドモドッソラ線 (it:Ferrovia Novara-Gozzano-Domodossola)
- ブリーガ＝ドモドッソラ線 (it:Ferrovia Briga-Domodossola) （シンプロントンネルを含む）
- ドモドッソラ＝ロカルノ線（チェントヴァッリ鉄道）

### 道路
- SS33 (it:Strada statale 33 del Sempione)

SS33は欧州自動車道路E62号線の一部に指定されている。

## 姉妹都市
- ブリーク、スイス
- ブスト・アルシーツィオ、イタリア

## 人物

### 著名な出身者
- ジャンフランコ・コンティーニ（英語版） - 文献学者

### ゆかりの人物
- ホルヘ・チャベス - 航空黎明期の飛行家。アルプス越えに挑み当地で墜落死。市内に記念碑がある。